# Gino Cappello
Gino Cappello (* 2. Juni 1920 in Padua; † 28. März 1990 in Bologna) war ein italienischer Fußballspieler. Auf Vereinsebene vor allem für den FC Bologna aktiv, nahm er mit der Nationalmannschaft seines Heimatlandes an den Fußball-Weltmeisterschaften 1950 und 1954 teil.

## Karriere

### Vereinskarriere
Gino Cappello wurde am 2. Juni 1920 im norditalienischen Padua geboren und begann mit dem Fußballspielen beim dort ansässigen Verein AC Padua. Nachdem er die Jugendabteilung besucht hatte, debütierte der junge Angreifer 1938 unter Trainer Wilmas Wilhelm in der ersten Mannschaft des Vereins, die damals in der zweitklassigen Serie B spielte. Gino Cappello spielte in der Folge bis 1940 bei seinem Heimatverein und machte in dieser Zeit sechzig Ligaspiele, in denen ihm 39 Torerfolge gelangen.
Danach kickte Cappello von 1940 bis 1943 für die AC Mailand in der Serie A. Für Milan machte Gino Cappello insgesamt 74 Ligaspiele mit 39 Treffern. In der Serie A 1940/41 wurde man Dritter, ein Jahr später Zehnter und in Cappellos letztem Jahr bei der AC Mailand Siebter. Nach der Saison 1942/43 wurde der Spielbetrieb in Italien aufgrund des Zweiten Weltkriegs unterbrochen und erst nach Kriegsende 1945 fortgesetzt. In den Kriegswirren kehrte Gino Cappello 1944 noch einmal kurzzeitig zur AC Padua zurück und spielte mit dem Verein die inoffizielle Meisterschaft 1944.
Nach dem Krieg schloss sich Gino Cappello dem FC Bologna an, wo er seine längste Zeit als Fußballspieler verbrachte. Für Bologna spielte der Stürmer von 1945 bis 1956 und brachte es in dieser Zeit auf insgesamt 245 Ligaspiele, in denen er 80 Mal das gegnerische Tor traf. Allerdings blieb Cappello mit dem FC Bologna in dieser Zeit ein Titelgewinn verwehrt, obwohl man die meiste Zeit in den oberen Gefilden der Serie A mitspielte. In der Saison 1954/55 erreichte man mit Platz vier die beste Tabellenposition in dieser Phase. Auch wenn Gino Cappello mit dem FC Bologna nie ernsthaft in den Titelkampf eingreifen konnte, legte diese Mannschaft dennoch den Grundstein für die erfolgreiche Periode des Vereins in den frühen Sechzigerjahren, als Bologna die einzige Nachkriegsmeisterschaft feiern konnte.
Im Sommer 1956 verließ der mittlerweile schon 36-jährige Gino Cappello den FC Bologna nach elf Jahren und ging zu Novara Calcio, das gerade eben aus der Serie A abgestiegen war. Für Novara spielte Cappello noch zwei Jahre und machte insgesamt 22 Ligaspiele mit vier Toren. Nach dem Abstieg aus der Serie A verpasste Novara Calcio mit Gino Cappello im ersten Jahr den direkten Wiederaufstieg deutlich, es wurde nur Platz sechs erreicht. Im Folgejahr misslang dieses Vorhaben mit Platz elf noch deutlicher. Im Sommer 1958 beendete Gino Cappello im Trikot von Novara Calcio seine Spielerkarriere im Alter von 38 Jahren.

### Nationalmannschaft
Gino Cappellos Zeit in der Nationalmannschaft begann einen halben Monat nach dem Flugunfall von Superga, der vielen vorherigen Nationalspielern das Leben gekostet hatte. Cappello debütierte am 22. Mai 1949 im ersten Spiel nach dem Flugunfall in Florenz beim 3:1-Sieg gegen Österreich. Ein Jahr später wurde er von Nationaltrainer Ferruccio Novo ins Aufgebot der Italiener für die Fußball-Weltmeisterschaft 1950 in Brasilien berufen. Bei dem Turnier kam Cappello in beiden Turnierspielen der italienischen Mannschaft zum Einsatz, schoss aber kein Tor. Nachdem das erste Gruppenspiel mit 2:3 gegen Schweden verloren gegangen war, reichte auch der 2:0-Sieg gegen Paraguay nicht fürs Weiterkommen. Als amtierender Weltmeister schied Italien somit bereits nach der Vorrunde aus.
Vier Jahre später bei der Fußball-Weltmeisterschaft 1954 in der Schweiz gehörte der bereits 34-jährige Gino Cappello erneut zum italienischen Kader. Trainer Lajos Czeizler setzte den Routinier im Turnierverlauf einmal ein. Cappello bestritt das zweite Gruppenspiel gegen Belgien, das mit einem 4:1-Sieg für die Italiener endete. Dennoch musste man wie schon vier Jahre zuvor nach der Vorrunde die Heimreise antreten, da das Entscheidungsspiel um Gruppenplatz zwei gegen Gastgeber Schweiz mit 1:4 verloren ging. Nach dem Weltturnier 1954 endete auch die Spielerkarriere von Gino Cappello.